# Costinești
Costinesti là một xã thuộc hạt Constanța, România. Dân số thời điểm năm 2002 là 2536 người.